# قلعه کوشیما
قلعه کوشیما (به ژاپنی: 玖島城, Kushima-jō)، قلعه اومورا (به ژاپنی: 大村城, Ōmura-jō) یک قلعه ژاپنی است که در اومورا، ناگاساکی، استان ناگاساکی در ژاپن واقع شده‌است.